# Amore & Vita-Prodir
El Amore & Vita-Prodir (código UCI: AMO) es un equipo ciclista profesional de categoría Continental y licencia ucraniana, aunque su estructura es italiana.

## Historia
Ivano Fanini fundador del equipo, junto con su padre y hermanos ya habían creado equipos juveniles y amateurs anteriormente aunque el equipo nació en 1984 bajo el nombre Grupo Sportivo Fanini. 
A lo largo de su historia tiene en torno a las 3000 victorias en todas las categorías, incluyendo 12 Campeonatos del Mundo y 50 títulos nacionales (entre Italia y otros países). Campeones como Franco Chioccioli, Pierino Gavazzi, Gianbattista Baronchelli, Mario Cipollini, Michele Bartoli, Andrea Tafi y Rolf Sørensen fueron descubiertos por Ivano Fanini.

### Creación del nombre Amore & Vita
Ivano Fanini, estuvo ligado a la Santa Sede y al Papa Juan Pablo II y durante la presentación y bendición del equipo en la Ciudad del Vaticano por el propio Papa en 1989, decidió hacer conocer su pensamiento respecto al aborto.
Para llevar su testimonio a favor de la vida, hizo escribir en los maillots de sus corredores el lema "NO AL ABORTO", sabiendo que le acarrearía muchos problemas. De hecho, desde la primera carrera del equipo Fanini estuvo bajo el fuego de las feministas. Fanini no se dio por vencido y en 1990 llamó a su equipo "Amore & Vita" (Amor y Vida).
La intención de Fanini fue dar un mensaje de solidaridad que reúne a todas las personas de todas las culturas y creencias, difundiendo los valores a través del ciclismo.

### Licencias
El equipo ha sido registrado en diversos países. La lucha de Fanini contra el dopaje lo llevó a denunciar a un dirigente de la Federación Ciclista Italiana, hecho que terminó en la desafiliación del equipo de la FCI.
Su acercamiento al Papa Juan Pablo II y a la Federación Polaca le facilitó el camino para registrar el equipo en Polonia, además de empezar a apostar a jóvenes polacos en la plantilla.

### Ciclistas destacados
El equipo logró lanzar a ciclistas de la talla de Kjell Carlström, Przemysław Niemiec, Jonas Ljungblad y Aleksandr Kuschynski, ciclistas que estaban en ascenso y luego pasaron a otras formaciones.

## Corredor mejor clasificado en las Grandes Vueltas
| Año  | Giro de Italia           | Tour de Francia | Vuelta a España    |
| ---- | ------------------------ | --------------- | ------------------ |
| 1989 | -                        | -               | -                  |
| 1990 | 32.º Andrea Chiurato     | -               | -                  |
| 1991 | 22.º Stefano della Santa | -               | -                  |
| 1992 | 117.º Fabrizio Convalle  | -               | -                  |
| 1993 | 96.º Giuseppe Calcaterra | -               | -                  |
| 1994 | 37.º Rodolfo Massi       | -               | 55.º Rodolfo Massi |
| 1995 | 23.º Michel Lafis        | -               | -                  |
| 1996 | 27.º Nicolaj Bo Larsen   | -               | -                  |
| 1997 | 21.º Riccardo Forconi    | -               | -                  |
| 1998 | 63.º Federico Profeti    | -               | -                  |
| 1999 | -                        | -               | -                  |
| 2000 | -                        | -               | -                  |
| 2001 | -                        | -               | -                  |
| 2002 | -                        | -               | -                  |
| 2003 | -                        | -               | -                  |
| 2004 | -                        | -               | -                  |
| 2005 | -                        | -               | -                  |
| 2006 | -                        | -               | -                  |
| 2007 | -                        | -               | -                  |
| 2008 | -                        | -               | -                  |
| 2009 | -                        | -               | -                  |
| 2010 | -                        | -               | -                  |
| 2011 | -                        | -               | -                  |
| 2012 | -                        | -               | -                  |
| 2013 | -                        | -               | -                  |
| 2014 | -                        | -               | -                  |
| 2015 | -                        | -               | -                  |
| 2016 | -                        | -               | -                  |
| 2017 | -                        | -               | -                  |
| 2018 | -                        | -               | -                  |
| 2019 | -                        | -               | -                  |

## Sede
La sede del equipo se encuentra en Lucca (Italia) (Via Pesciatina, 352, Lunata).

## Material ciclista
El equipo utiliza bicicletas Fuji.

## Clasificaciones UCI
A partir de 2005 la UCI instauró los Circuitos Continentales UCI, donde el equipo está desde que se creó dicha categoría. Ha participado en carreras de distintos circuitos, con lo cual ha estado en las clasificaciones del UCI Europe Tour Ranking, UCI America Tour Ranking, UCI Asia Tour Ranking y UCI Africa Tour Ranking. Las clasificaciones del equipo y de su ciclista más destacado son las siguientes:

### UCI Africa Tour
| Temporada | Clasificación por equipos | Mejor corredor   | Posición |
| 2006-2007 | 6º                        | Alexey Bauer     | 36º      |
| 2007-2008 | 11º                       | Sławomir Kohut   | 50.º     |
| 2010-2011 | 6º                        | Volodymyr Bileka | 34º      |
| 2016      | 18º                       | Eugenio Bani     | 124.º    |
| 2017      | 14º                       | Pierpaolo Ficara | 57.º     |

### UCI America Tour
| Temporada | Clasificación por equipos | Mejor corredor     | Posición |
| 2005      | 23º                       | Domenico Passuello | 238º     |
| 2005-2006 | -                         | -                  | -        |
| 2006-2007 | -                         | -                  | -        |
| 2007-2008 | 16º                       | Yuriy Metlushenko  | 23º      |
| 2008-2009 | 10º                       | Volodymir Starchyk | 47.º     |
| 2009-2010 | 18º                       | Bernardo Cólex     | 143.º    |
| 2010-2011 | 18º                       | Bernardo Cólex     | 39.º     |
| 2013-2014 | 34.º                      | Uri Martins        | 242.º    |
| 2015      | 29.º                      | Uri Martins        | 133.º    |
| 2016      | 28.º                      | Redi Halilaj       | 205.º    |
| 2017      | 40.º                      | Pierpaolo Ficara   | 170º     |
| 2018      | 37.º                      | Davide Gabburo     | 334º     |

### UCI Asia Tour
| Temporada | Clasificación por equipos | Mejor corredor    | Posición |
| 2007-2008 | 46.º                      | Shaun Davel       | 176º     |
| 2008-2009 | 26º                       | Yuriy Metlushenko | 57.º     |
| 2009-2010 | 17º                       | Yuriy Metlushenko | 24º      |
| 2010-2011 | 19º                       | Yuriy Metlushenko | 26º      |
| 2011-2012 | 40.º                      | Maksym Averin     | 112.º    |
| 2012-2013 | 45.º                      | Hossein Alizadeh  | 82.º     |
| 2013-2014 | 24º                       | Mattia Gavazzi    | 26º      |
| 2015      | 10º                       | Mattia Gavazzi    | 5º       |
| 2016      | 49.º                      | Paolo Lunardon    | 117.º    |
| 2017      | 61.º                      | Marlen Zmorka     | 120.º    |
| 2018      | 28.º                      | Pierpaolo Ficara  | 122.º    |

### UCI Europe Tour
| Temporada | Clasificación por equipos | Mejor corredor     | Posición |
| 2005      | 27º                       | Jonas Ljungblad    | 34º      |
| 2005-2006 | 44.º                      | Dainius Kairelis   | 178.º    |
| 2006-2007 | 76.º                      | Dainius Kairelis   | 150.º    |
| 2007-2008 | 79.º                      | Vladislav Borisov  | 496.º    |
| 2008-2009 | 53.º                      | Volodymyr Starchyk | 51.º     |
| 2009-2010 | 68.º                      | Vladislav Borisov  | 201.º    |
| 2010-2011 | 92.º                      | Niv Libner         | 372.º    |
| 2011-2012 | 109.º                     | Jarosław Dąbrowski | 730.º    |
| 2012-2013 | 106.º                     | Mihkel Räim        | 525.º    |
| 2013-2014 | 106.º                     | Mattia Gavazzi     | 569.º    |
| 2015      | 94.º                      | Mattia Gavazzi     | 329.º    |
| 2016      | 61.º                      | Marco Zamparella   | 429º     |
| 2017      | 59.º                      | Marco Zamparella   | 332º     |
| 2018      | 68.º                      | Iltjan Nika        | 637.º    |
| 2019      | 35.º                      | Marco Tizza        | 269.º    |

### UCI Oceania Tour
| Temporada | Clasificación por equipos | Mejor corredor   | Posición |
| 2005-2006 | 16º                       | Dainius Kairelis | 35º      |

## Palmarés
Para años anteriores véase: Palmarés del Amore & Vita-Prodir.

### Palmarés 2021

#### Circuitos Continentales UCI
| Fechas | Circuito | Carreras | Ganador |

#### Campeonatos nacionales
| Fechas | Carreras | Ganador |

## Plantilla
Para años anteriores, véase Plantillas del Amore & Vita-Prodir

### Plantilla 2021
| Nombre             | Nacimiento | Nacionalidad | Equipo 2020               |
| Davide Appollonio  | 02/06/1989 | Italia       | Amore & Vita-Prodir       |
| Mykola Kravchuk    | 27/05/2000 | Ucrania      | Neoprofesional            |
| Andrii Nepyivoda   | 22/03/2000 | Ucrania      | Neoprofesional            |
| Kristaps Pelcers   | 18/11/1999 | Letonia      | Amore & Vita-Prodir       |
| Charly Petelin     | 18/03/1994 | Luxemburgo   | Amore & Vita-Prodir       |
| Stefano Pirazzi    | 11/03/1987 | Italia       | Bardiani-CSF (2017)       |
| Manuel Senni       | 11/03/1992 | Italia       | Bardiani-CSF-Faizanè      |
| Marco Tizza        | 06/02/1992 | Italia       | Amore & Vita-Prodir       |
| Paolo Totò         | 22/01/1991 | Italia       | Work Service Dynatek Vega |
| Dmytro Volkov      | 21/02/2002 | Ucrania      | Neoprofesional            |
| Mykhailo Yanitskyi | 20/11/1999 | Ucrania      | Neoprofesional            |
| Bogdan Zachepa     | 07/06/1997 | Ucrania      | Neoprofesional            |
| Anton Zaichenko    | 16/05/1996 | Ucrania      | Neoprofesional            |
| Vladislav Zubar    | 11/05/1997 | Ucrania      | Lviv Cycling Team (2018)  |
| Antonio Zullo      | 31/08/1993 | Italia       | Amore & Vita-Prodir       |

1. ↑  Desde el 5 de mayo.

Stagiaires

Desde el 1 de agosto, los siguientes corredores pasaron a formar parte del equipo como stagiaires (aprendices a prueba).
| Corredor         | Nacimiento | Nacionalidad | Equipo 2021 |
| ---------------- | ---------- | ------------ | ----------- |
| Mattia Benedetti | 01/03/2001 | Italia       |             |
| Giacomo Cassarà  | 28/10/1999 | Italia       |             |